# EAG Otkar und Carl Theodor
Die Lokomotiven EAG Otkar und Carl Theodor waren Nassdampflokomotiven, die 1901 und 1904 mit den Fabriknummern 4672 und 5159 von Krauss für die private Eisenbahn-Aktiengesellschaft Schaftlach-Gmund-Tegernsee (EAG) – der späteren Tegernsee-Bahn AG (TAG) – entwickelt und gebaut wurden. Die Lokomotiven waren bis 1940 (Otkar) und 1956 (Carl Theodor) in Betrieb und wurden danach an Privatbetriebe verkauft. Ihr weiterer Verbleib ist nicht bekannt.

## Geschichte
Weil sich die Beförderungsleistungen der Bahnstrecke Schaftlach–Gmund–Tegernsee seit der Eröffnung ständig erhöhten und eine Streckenverlängerung bis zum Bahnhof Tegernsee geplant war, bestellte die Gesellschaft bei Krauss eine Tenderlokomotive mit drei angetriebenen Achsen. Gegenüber den ersten gelieferten Lokomotiven war die neue, von der Gesellschaft Otkar genannt, mit einer größeren Dampfmaschine mit einer Leistung von 330 PS ausgestattet. 1904 folgte eine fast gleiche Lokomotive, die lediglich einen größeren Achsstand und einen größeren Wasservorrat hatte. Diese erhielt den Namen Carl Theodor.
Damit konnten die Anhängelasten gegenüber den ersten Lokomotiven um 40 % gesteigert werden. Für die Steigung am Bahnhof Gmund waren bei trockenen Schienen 105 t, auf der übrigen Strecke 210 t zugelassen. Sie hatten eine hohe Kessellage und ein geräumiges Führerhaus.
Die beiden Lokomotiven waren über 40 Jahre im Dienst. Die als EAG 3 bezeichnete Otkar wurde 1940 an den Preußischen Bergwerks- und Hüttenverein für das Werk Rüdersdorf bei Berlin verkauft. Der weitere Verbleib der Lok ist nicht bekannt.
Die als EAG 4 bezeichnete Carl Theodor erhielt 1930 einen neuen Kessel mit einem Überhitzer. Sie war zwischen 1943 und 1947 oftmals bei BMW in München eingesetzt. 1948 war sie Werklok bei Krauss-Maffei in München-Allach. 1951/52 erhielt die Lokomotive eine Hauptuntersuchung. Danach war sie nur noch mit Gelegenheitsdiensten und mit Werksverkehr beschäftigt.
Nach Anlieferung der ersten Diesellokomotive wurde sie nicht mehr benötigt. 1956 suchten die Firmen Hochtief und Philipp Holzmann eine Rangierlokomotive für den Bau eines Hafens in Samsun, die Wahl fiel dabei auf die inzwischen als TAG 4 bezeichnete Lokomotive. Anschließend wurde sie 1962 an die TCDD verkauft, der weitere Verbleib der Lok ist nicht bekannt.

## Technik
Die Lokomotiven waren eine Weiterentwicklung des Krauss-Typ 45 mit wesentlich leistungsfähigerer Dampfmaschine. Beide Lokomotiven besaßen einen Krempenschornstein. Die EAG 4 hatte ein vollständig geschlossenes Führerhaus. Ursprünglich saß der Dampfdom vor dem Sanddom, nach dem Umbau im Jahr 1952 war die Domanordnung bei der TAG 4 vertauscht. In der Führerhausrückseite bestand eine Übergangsmöglichkeit zum Zug.